# Мирдита (область)

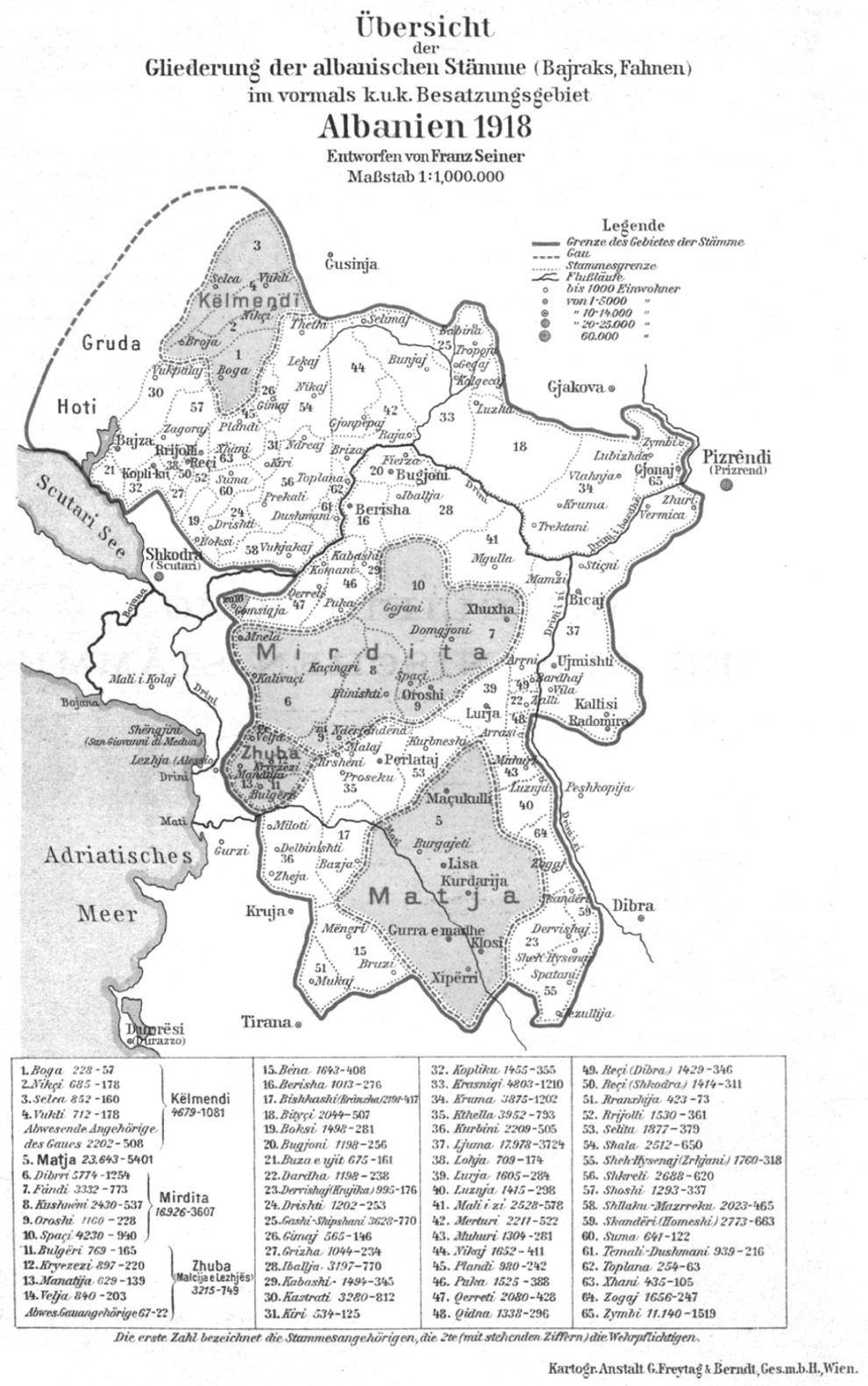
Албанские племена по стоянию на 1918 год. Мирдита обозначена цифрами 6-10.

Мирдита (алб. Mirditë) — это регион Северной Албании, территория которого является синонимом исторического албанского племени с тем же названием.

## Этимология
Имя Мирдита происходит от легендарного предка по имени Мир Дити, племя претендует на происхождение от него. Известны и другие альтернативные народные этимологии. Одна из них заключается в том, что Мирдита связана с арабскими терминами «марид», «марада» для обозначения мятежника, которые вошли в албанский язык через византийский (средневековый греческий) язык. Другая народная этимология связывает это слово с албанским приветствием «mirëdita», означающим привет, «добрый день».

## География
Исторически Мирдита была крупнейшим племенным регионом Албании с точки зрения географического распространения и численности населения. Область расположена в северной части Албании, и её границами служат традиционные племенные районы Пука (Бериша, Кабаши) на севере; нагорье Лежа (Вела, Bulgëri, Manatia, Крюезиу) на западе и юго-западе; на севере Албании прибрежная равнина Лежа и Задрима между реками Дрин и Мат на западе; реки Мат и регион Мат на юге и в акватории реки Черный Дрин на востоке. Традиционными районами и поселениями Мирдиты являются: Бисак (Bisak), Блиништ (Blinisht), Брег (Breg), Доч (Doç), Домджон (Domgjon), Фрегна (Fregna), Годжан (Gojan), Гомсикья (Gomsiqja), Грика-э-Джадрит (Gryka e Gjadrit), Джегджан (Gjegjan), Качинар (Kaçinar), Калор (Kalor), Кашнджет-Кафтали (Kashnjet-Kaftali), Кашнджет (Kashnjet), Каливач (Kalivaç), Каливарджа (Kalivarja), Кимза (Kimza), Киша-э-Арстит (Kisha e Arstit), Кортпула-Кафталли (Korthpula-Kaftalli), Кортпула (Korthpula), Конай (Konaj), Кушнен (Kushnen), Лумбардха (Lumbardhë), Месул (Mesul), Мнела (Mnela), Ндёрфана (Ndërfana), Орош (Orosh), Кафа-э-Малит (Qafa E Malit), Ррас (Rras), Sukaxhia, Sërriqja, Shkoza, Спач (Spaç), Shëngjin, Tejkodra, Туч (Tuç), Ungrej, VIG, Vrith и Xhuxha.
Нынешний район Мирдита расположен в пределах племенной области Мирдита, в районе рек Малый и Большой Фан. Самым крупным городом и административным центром современного периода является Ррешен, и в этом районе существуют другие значительные поселения, такие как Рубик, Орош, Блиништ, Качинар, Каливач, Курбинеш, Перлат и Спач.

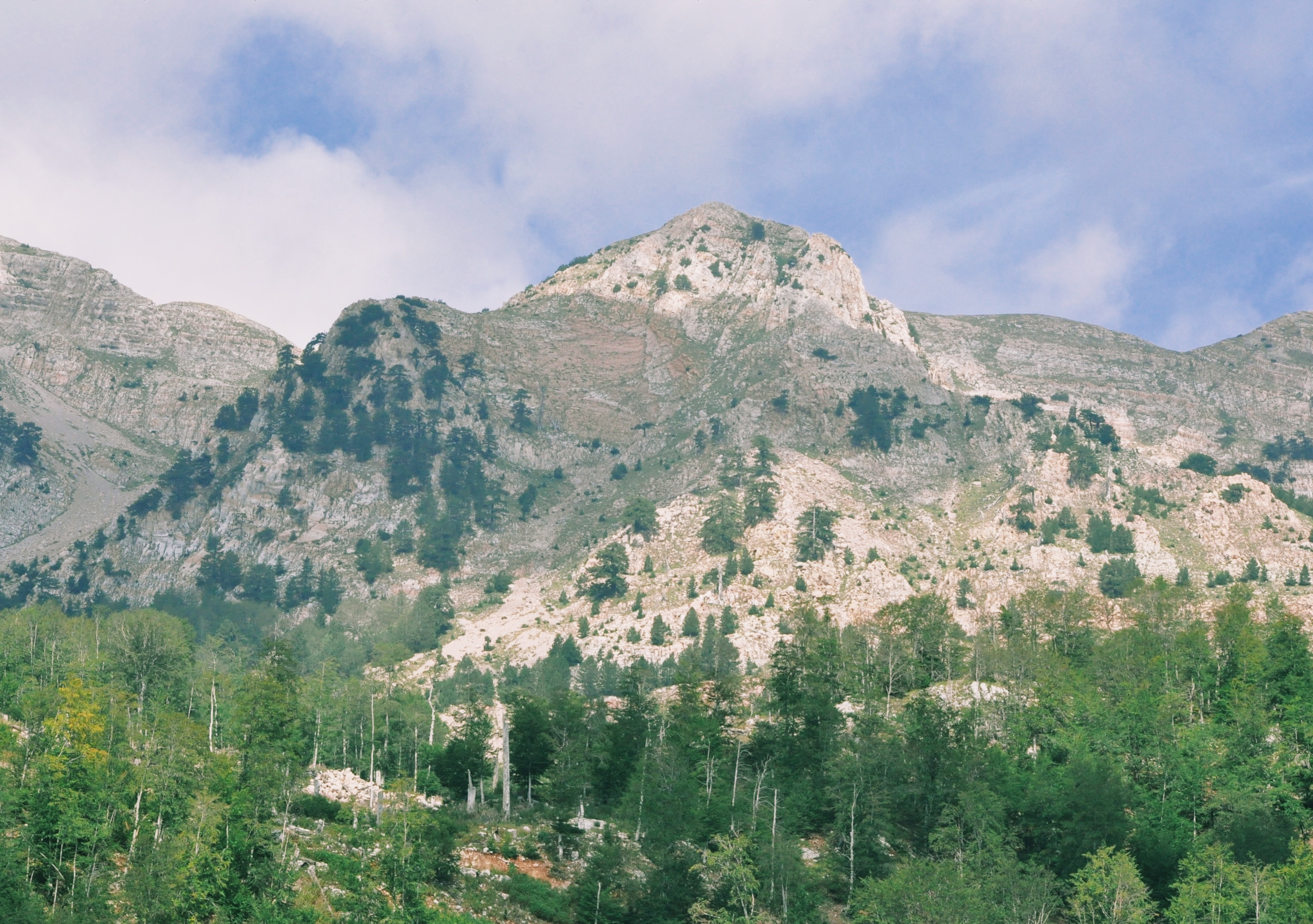
Гора Мунелла, Мирдита
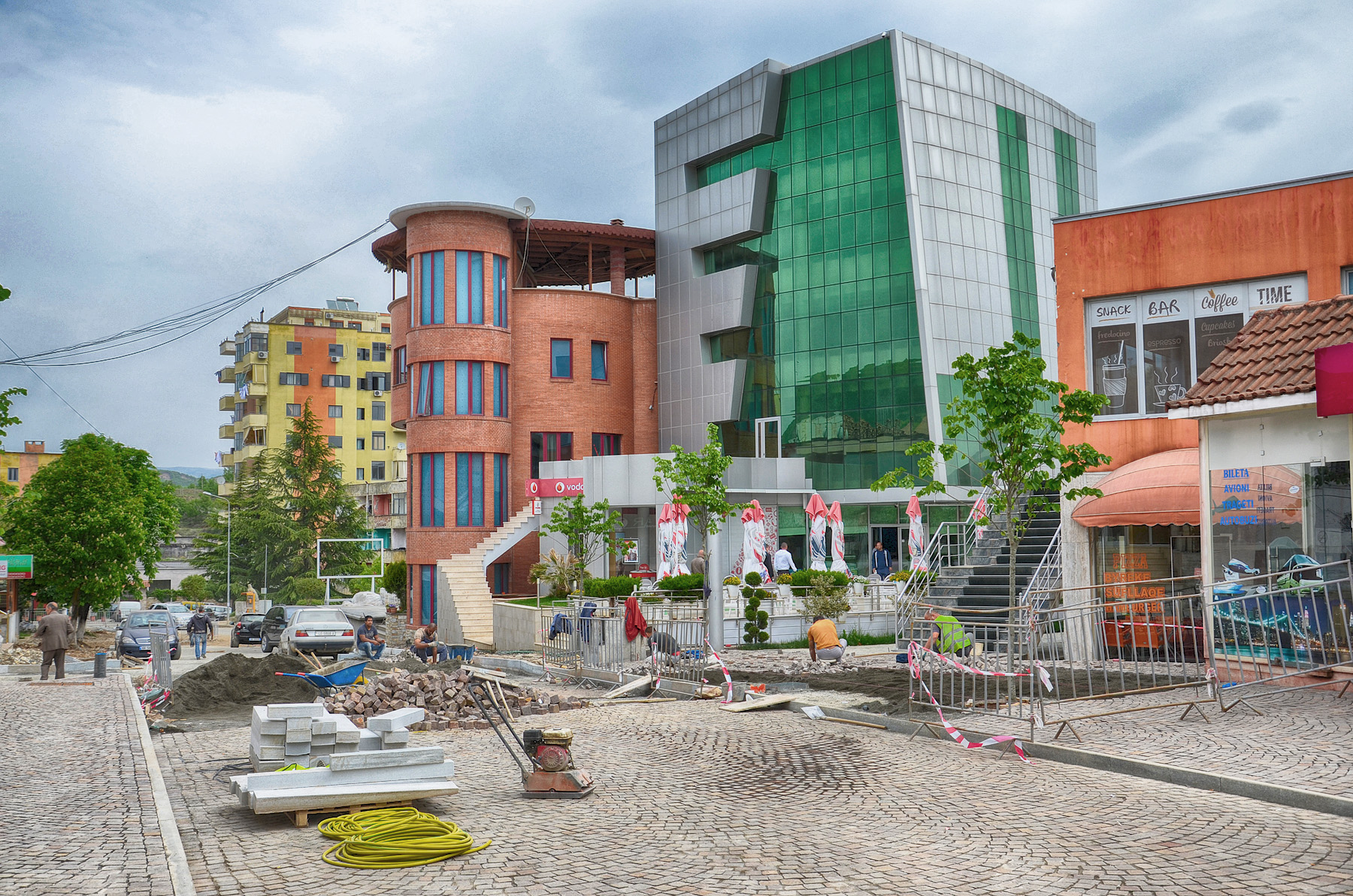
Центр города в Ррешене, Мирдита
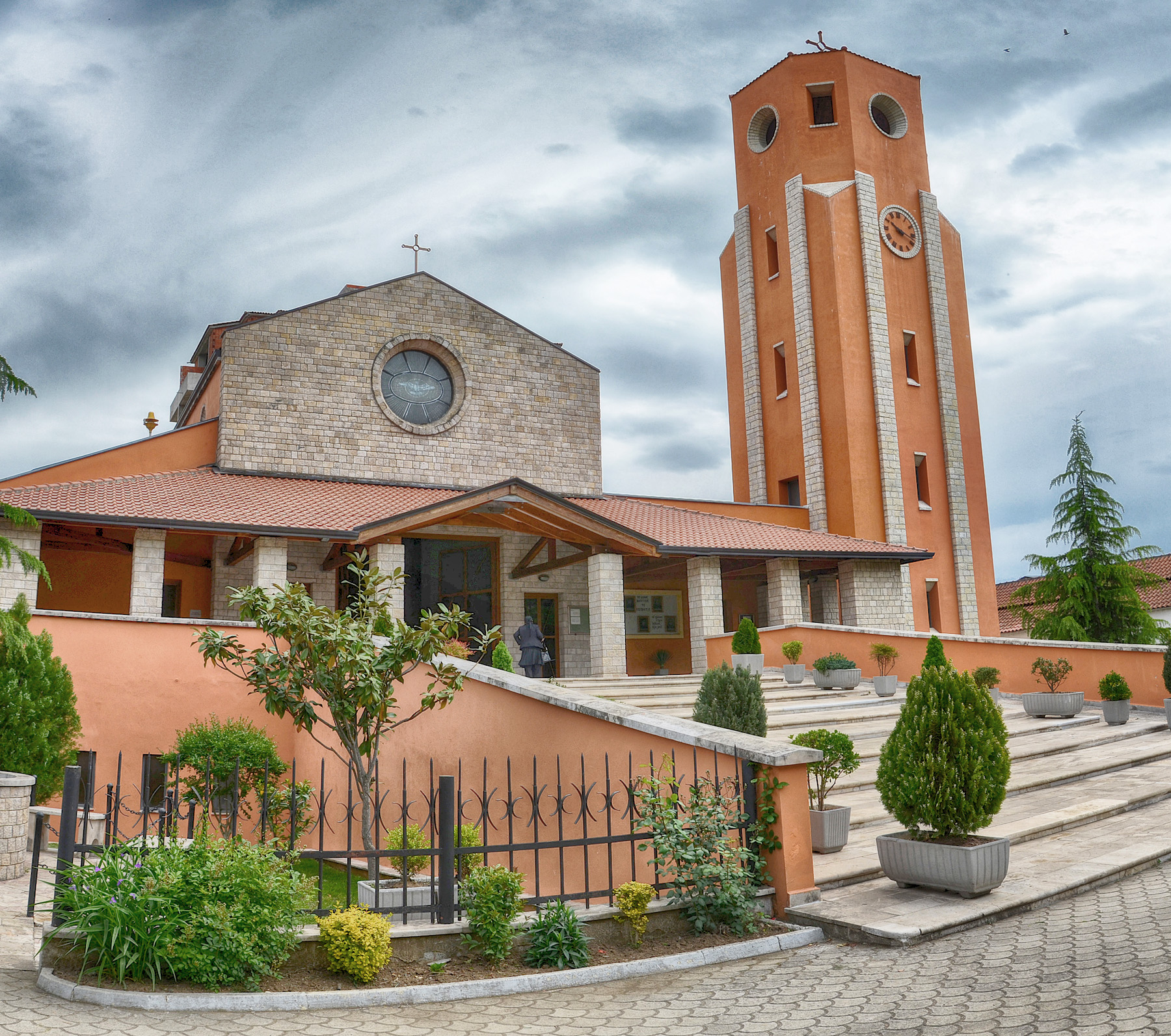
Собор в Ррешене, Мирдита
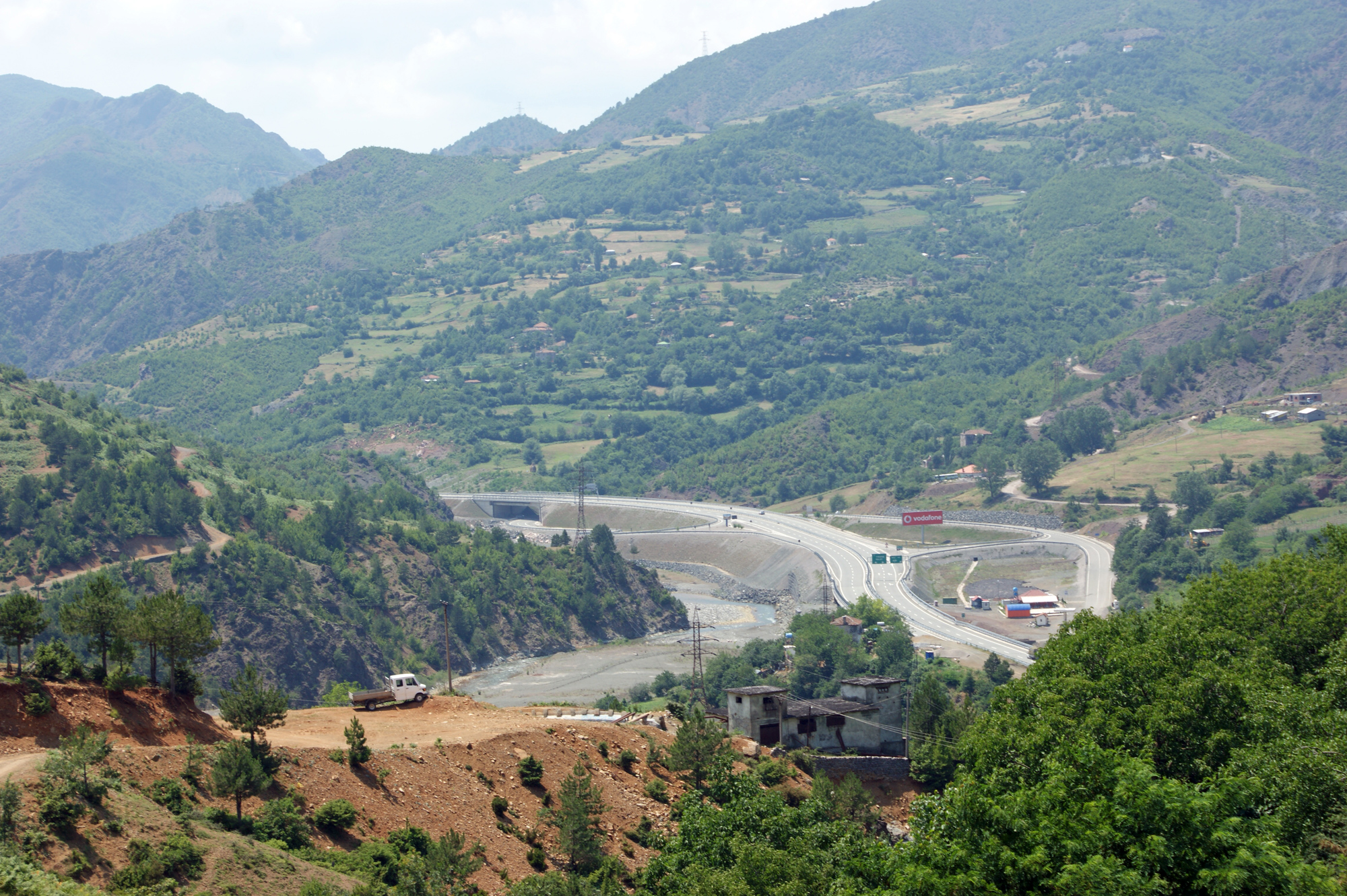
Долина реки Фана, Мирдита
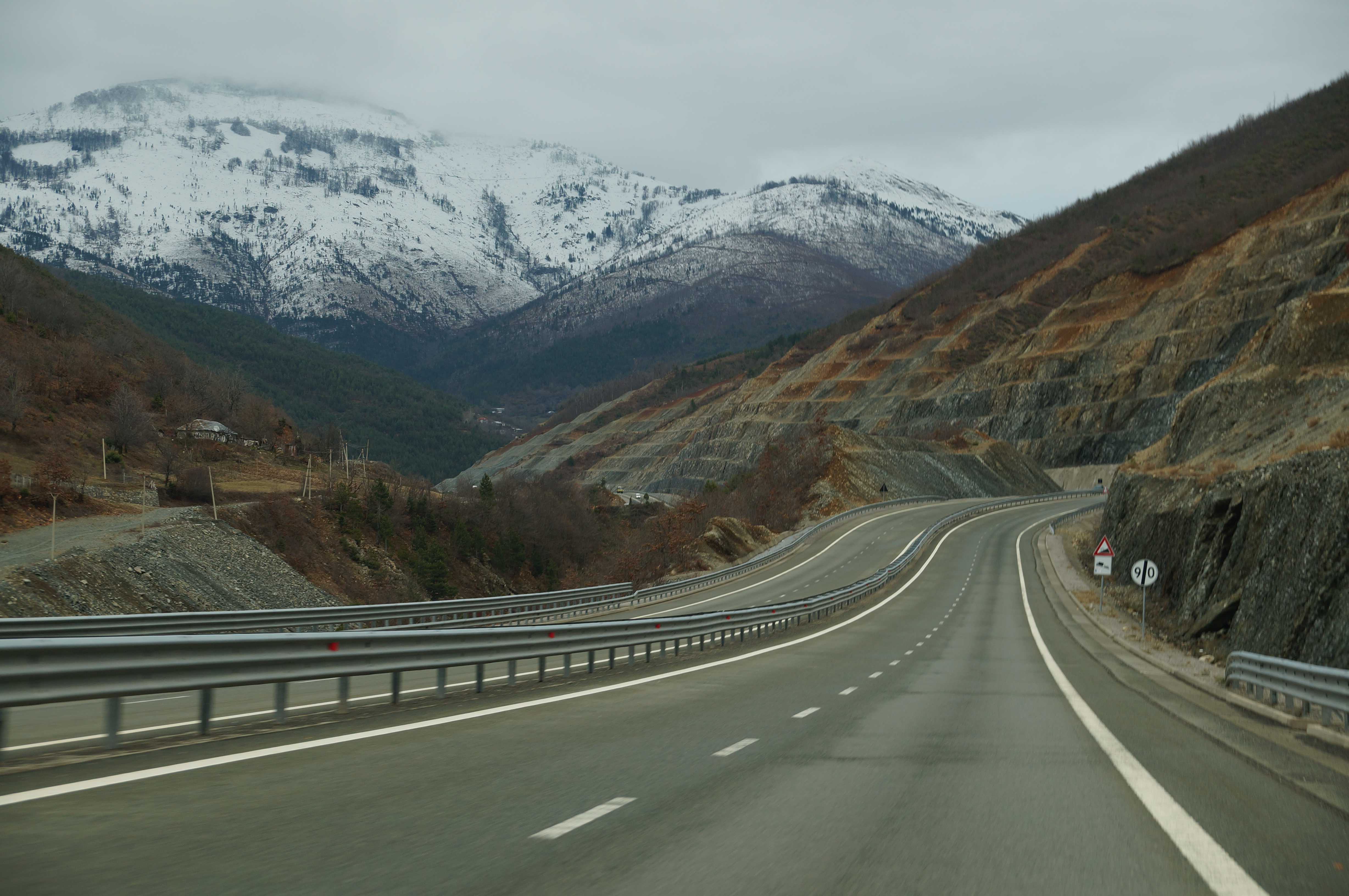
A1 (автомагистраль, Албания), или шоссе Дуррес-Косово, которое проходит через Мирдиту

## История

### Происхождение
Племя Мирдита утверждало, что происходит от легендарного предка по имени Мир Дити, сына Дита Мири и внука Мурра Дети, известного также как Мурр Деди. Братом Мир Дити был Зог Дити, предок племени Шоши, а племя Шала было потомком другого брата Марка Дити. Дети мужского пола Мир Дити, которые были Сканда (Skana), Буши, Кика и Лули (Luli), образовали ядро племенных единиц Кушнени, Ороши и Спачи в течение шестнадцатого века. В целом племя Мирдита было скорее федерацией различных племенных групп, причём не все фисы (клан или племя) претендовали на происхождение от общего мужского предка, хотя Кушнени, Ороши и Спачи действительно прослеживали свое происхождение в этих терминах. Местные традиции Мирдиты утверждают, что Дибри Байрак смешанный и имеет южно-албанское происхождение из региона Тоск.
Согласно устной истории племени, Мирдиты вместе с предками племён Шала и Шоши происходили из района горы Пуштрик (на современной границе Косово и Албании) и жили под властью болгарского вождя. В ранней истории Мирдиты существуют свидетельства православного влияния на тех, кто позднее составил католическое племя. Прибытие османов в этот регион подтолкнуло племена пуштриков к западному направлению гор. Во времена Скандербега около 1450 года и после него, когда турки-османы захватили Шкодер, Мирдиты бежали на свою исконную родину и вернулись в 1750 году на своё нынешнее место.

## Османский период
Слово Мирдита впервые упоминается как Мирдита в Османском документе 1571 года, а в отчете Марино Биззи племенное название появляется как Миридитти в 1610 году. В письме от 1621 года албанского епископа Петера Буди она записана как Мередита, в церковных отчетах Петра Мазреку (1634) — как Миредитта, епископа Бенедетто Орсини Рагузино (1642) — как Миридити и Пьетро Стефано Гаспари (1671) — как Миридити. На итальянской карте 1689 года картографа Джакомо Кантелли да Виньолы она отмечена как Миредити, а в церковном отчёте 1703 года архиепископа Виченко Змаевича — как Мередита. Район Мирдита был также известен ранее под названием Ндерфандина, что означает землю между двумя реками Фан.
По сравнению с другими албанскими племенами военная организация Мирдиты была лучше развита, и они использовали свои силы для сопротивления вторжениям турок-османов и других в этом районе, а также для грабежей и набегов. В конце восемнадцатого и начале девятнадцатого века ими правил капедан (капитан) Пренк Льеш, который погиб, сражаясь с османами, и наследовал его сын Пренк Дода, который участвовал в войнах на стороне османов против греков, сражавшихся за независимость. Ему наследовал его младший брат Николла или Кола Дода, чьим дядей стал Льеш и Зи (Чёрный Льеш), человек с репутацией храброго и жестокого. Льеш-и-Зи сражался вместе с Портой против греков, а позже, в 1830 году, поддержал Мустафу Бушати в его борьбе с Портой, помогая ему при осаде Шкодера до его захвата османами в ноябре 1831 года, которые сослали его в Янину. Его племянник Николла был назначен капеданом, и он участвовал в османских военных экспедициях против черногорцев, завоевывая восхищение и поддержку великого везира Решида Мехмед-паши который назначил его в императорский авангард в битве при Конье против египетских войск. Сыновья Льеши-и-Зи попытались совершить переворот, и Николла приказал убить их, что привело к кровной вражде внутри семьи. К 1860-м годам капедан Мирдиты был Биб Дода и столкнулся с трудностями с Османской империей из-за предполагаемого участия в восстании и из-за соплеменников, которые отказались признать его лидером после того, как он не заплатил им жалованье за участие в Крымской войне. Умирая в 1868 году, ему наследовал его юный сын Пренк Биб Дода.

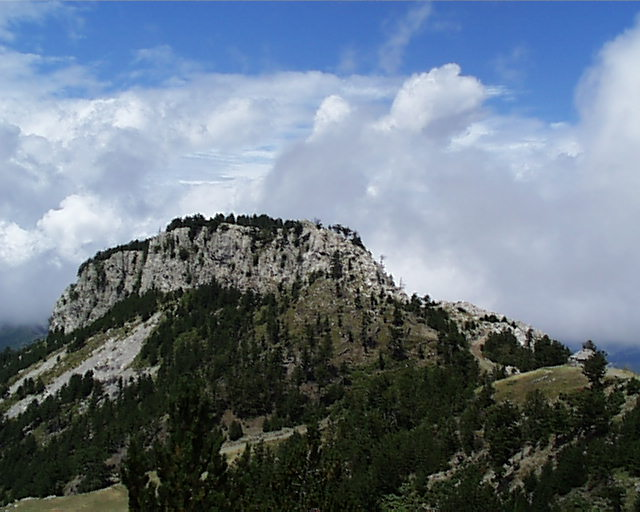
Malet e Shënjtit (Святые горы) недалеко от Ороша
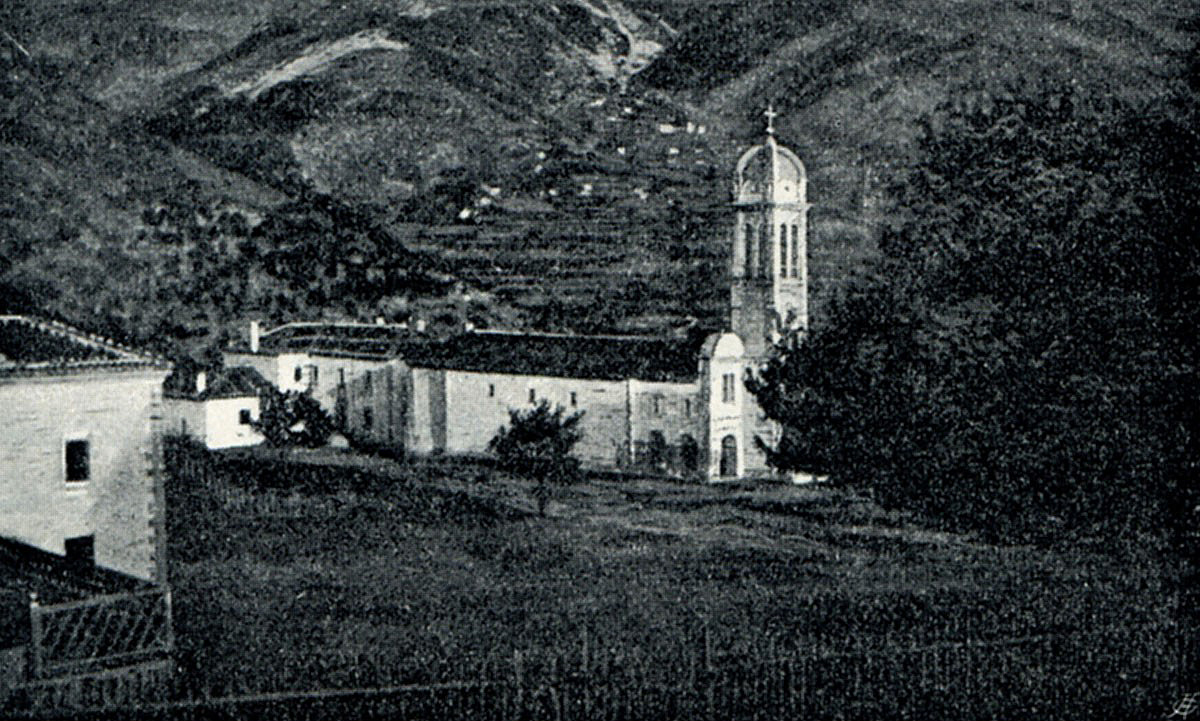
Церковь Святого Александра Ороша в 1903 году
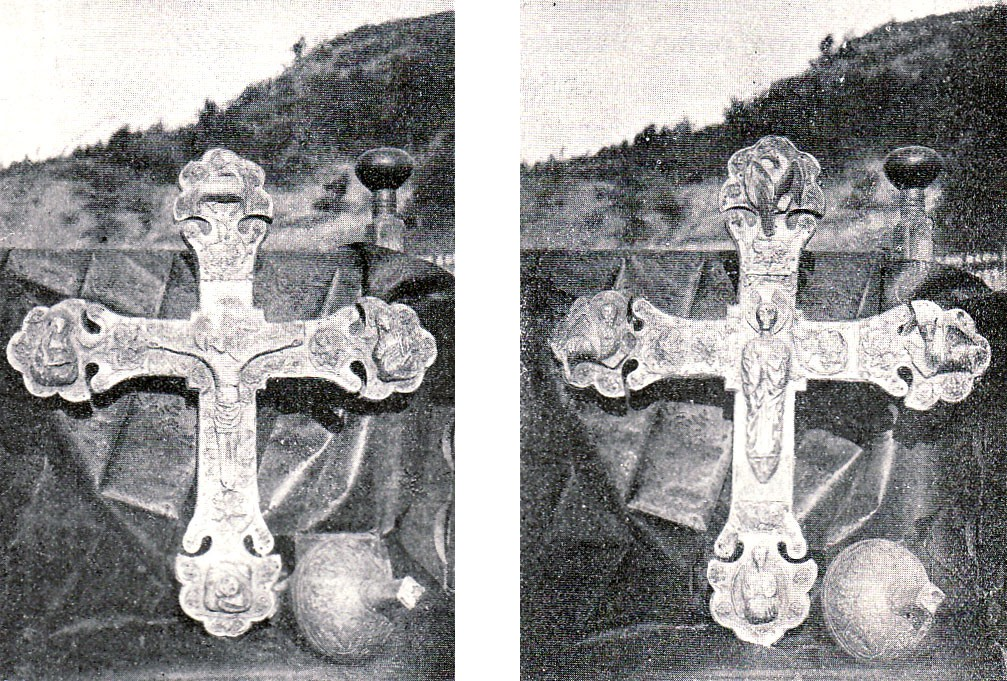
Крестный ход в церкви Святого Александра в Ороше, Мирдита (1890-е годы)
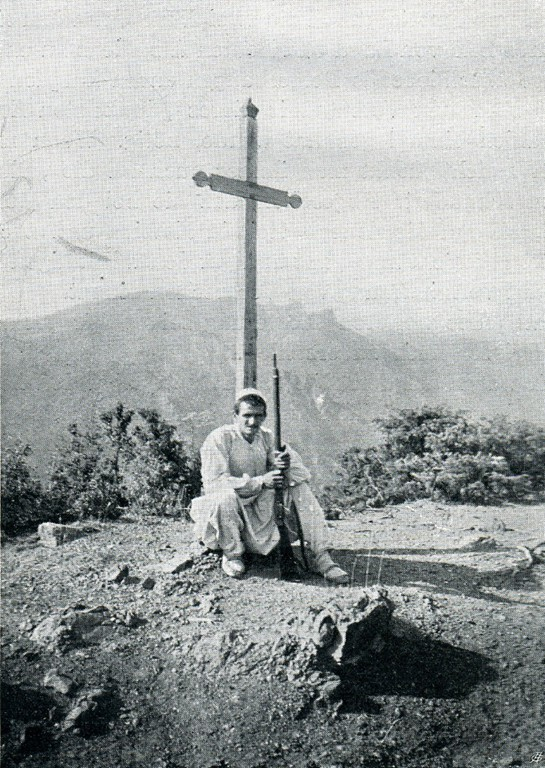
Молодой человек из племени Мирдита у креста (1912)
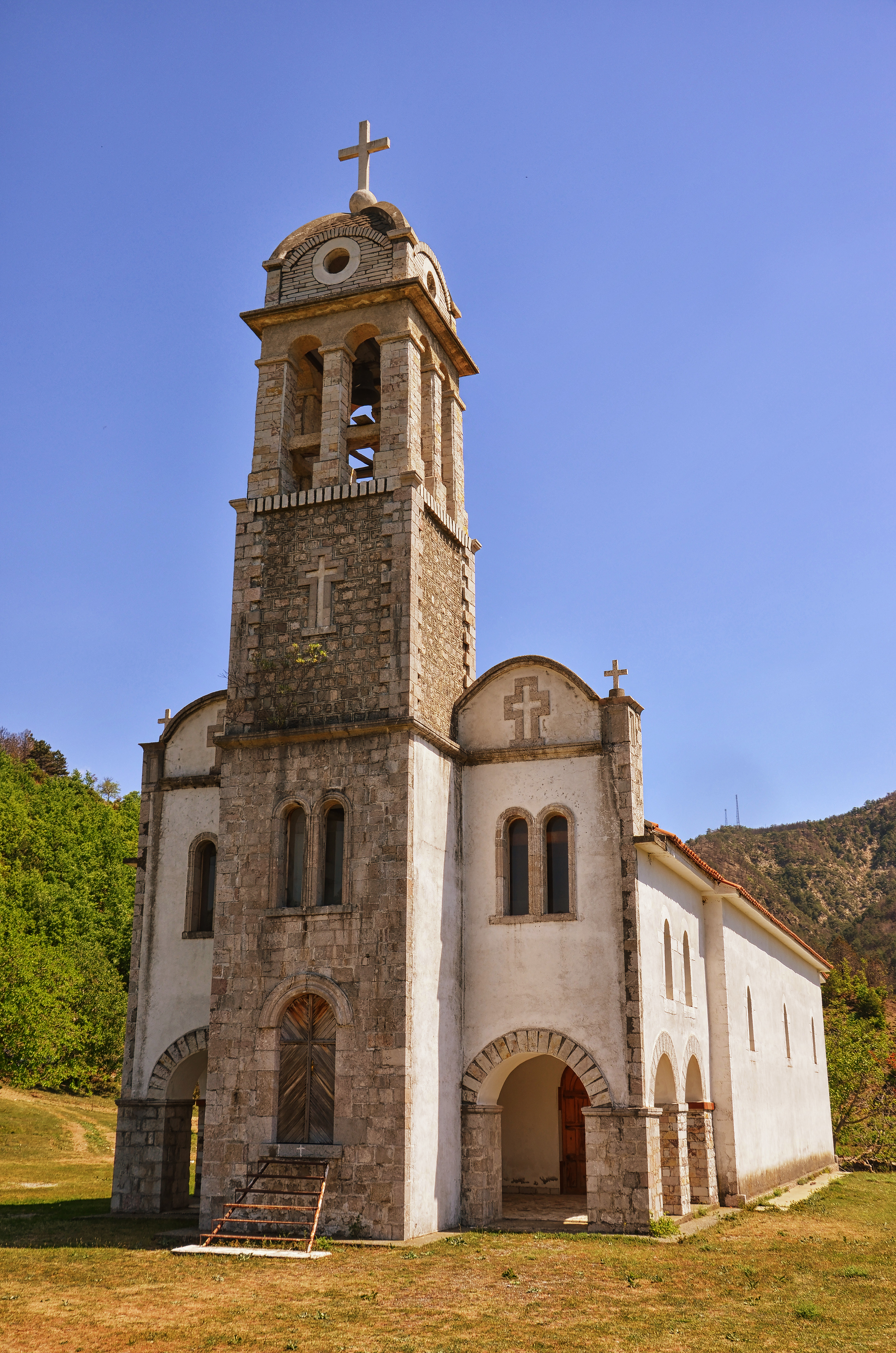
Восстановленная новая церковь Ороша

В конце Османского периода все племя Мирдита было католическим, имело 2500 дворов и пять байрактаров (вождей) . Во время войны Мирдита могла мобилизовать до 5 000 иррегулярных войск. Общее собрание Мирдиты часто собиралось в Ороше для обсуждения важных вопросов, касающихся племени. Должность наследного принца племени с титулом Пренк-паша (принц-паша) занимала семья Йонмаркай. Помимо княжеского рода, францисканский аббат имел некоторое влияние среди племен Мирдиты. В санджаке Шкодера Мирдиты были яростно независимым и самым могущественным племенем провинции. Александр Дегран, французский консул, служивший в Шкодере в 1890-х годах, отмечал, что за последние двадцать лет в Ороше побывали только семь чужаков, причем один из них был османским вали (губернатором) санджака.

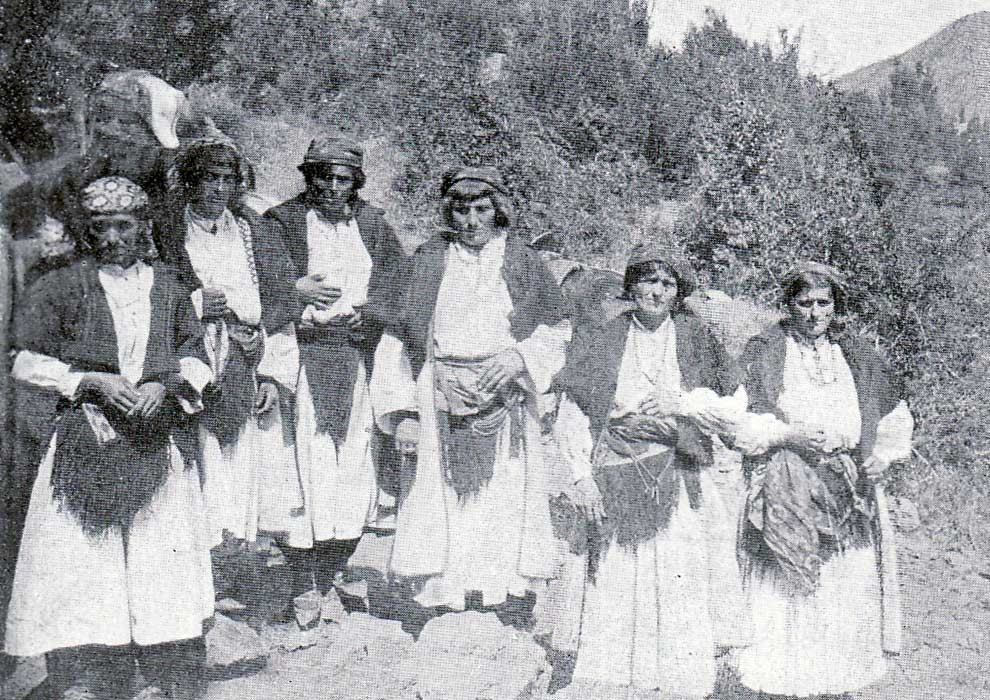
Женщины из племени Мирдита (1890-е годы)
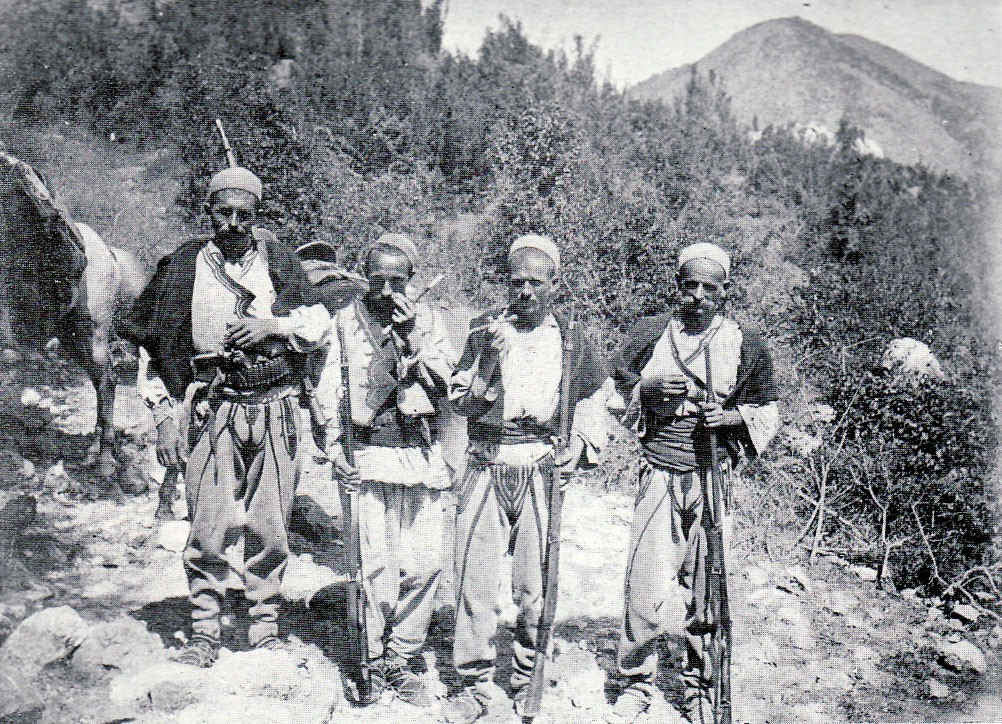
Мужчины из племена Мирдита (1890-е годы)
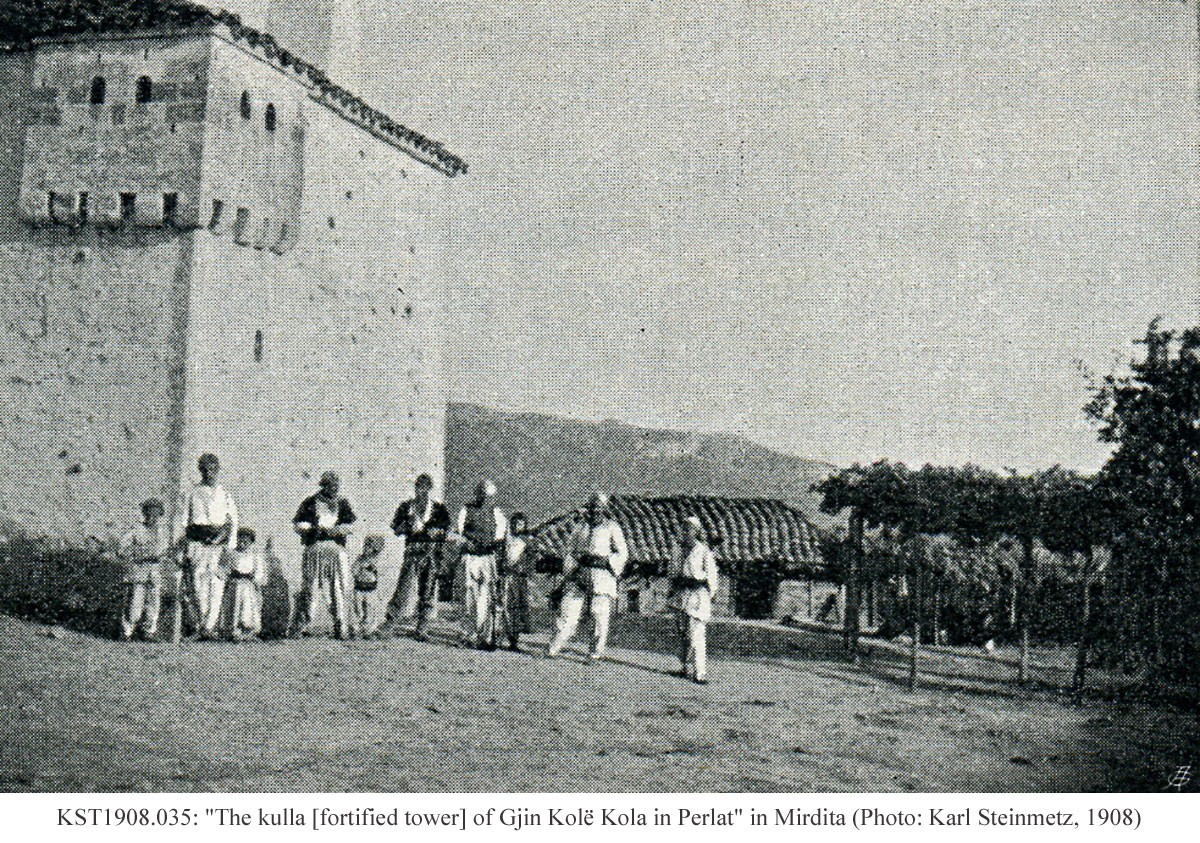
Кулла (укрепленный башенный дом) в Перлате, Мирдита (1908)
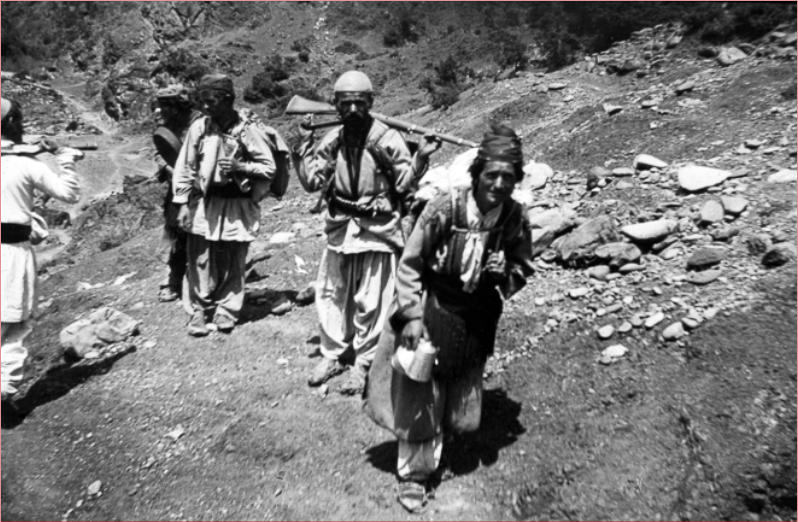
Мирдита мужчины-проводники по горам и женщины-носильщицы (1908)
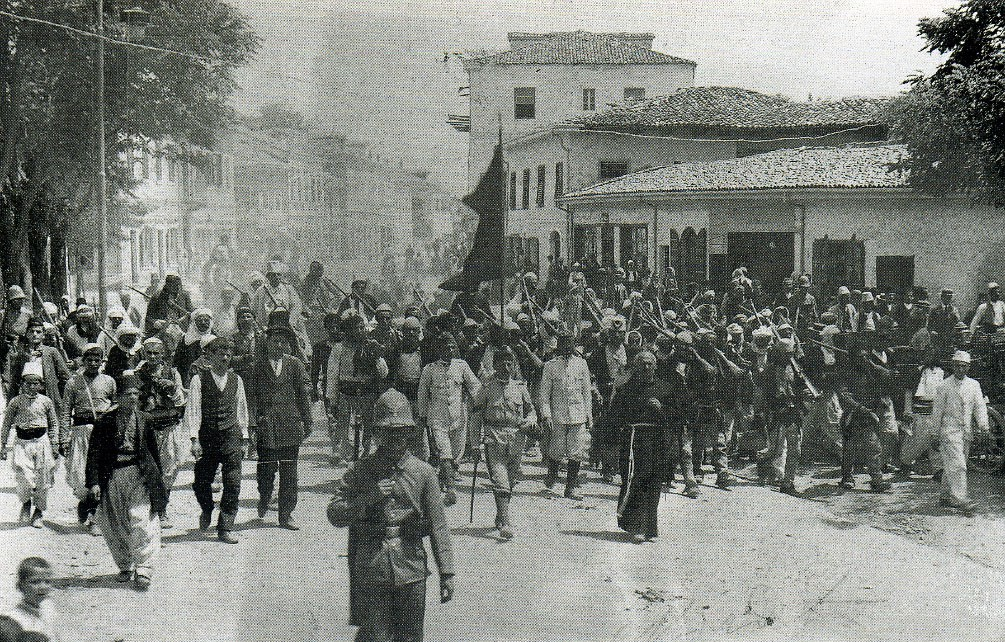
150 бойцов из племени Мирдита входят в Дуррес, чтобы поддержать принца Вида (май 1914 года)

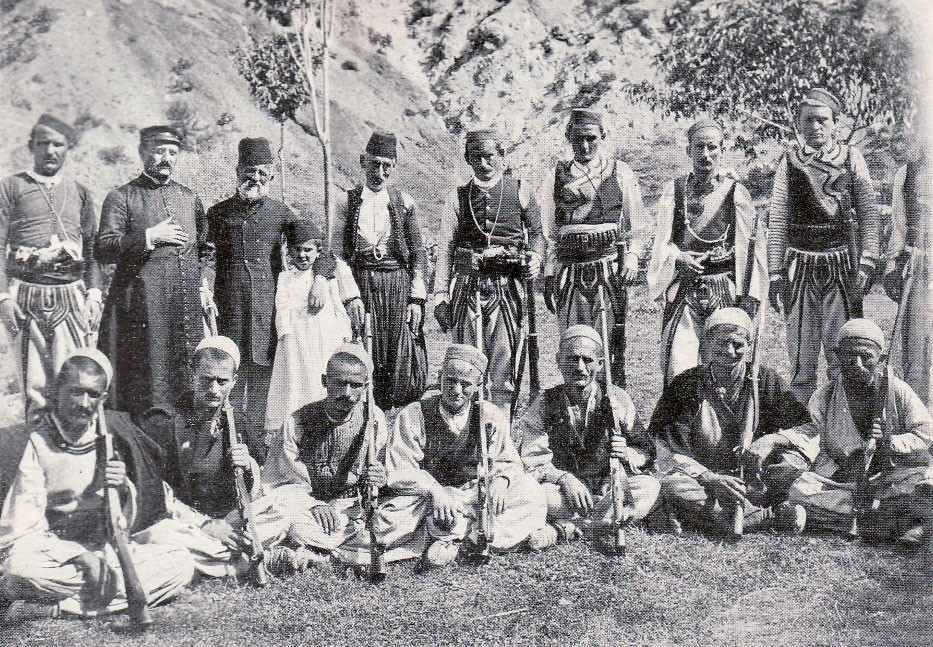
Османский каймакам Мердиты, Марка Джони, Дон Доменико, и другие вооруженные люди племени Мирдита (1890- е годы)

Во время Великого Восточного кризиса Пренк Биб Дода как наследственный вождь Мирдиты в середине апреля 1877 года поднял восстание против правительственного контроля. Султан отправил войска, чтобы подавить его. После восстания Дода был сослан, а после Младотурецкой революции (1908) был отпущен домой, где его возвращение было отпраздновано соплеменниками, и новое правительство ожидало, что получил поддержку Мирдитой младотурецкого режима. Во время албанского восстания 1910 года османские войска и их командующий Махмуд Шевкет-паша ненадолго посетили Мирдиту во время их более широкой кампании по подавлению восстания в регионе. Во время албанского восстания 1911 года Теренцио Точчи, итало-албанский юрист, который провёл год с племенем, собрал вождей Мирдитов 26/27 апреля в Ороше и провозгласил независимость Албании, поднял флаг Албании и провозгласил Временное правительство. После того как османские войска вошли в этот район, чтобы подавить восстание, Точчи бежал из османских владений, бросив свою деятельность.

### Независимая Албания

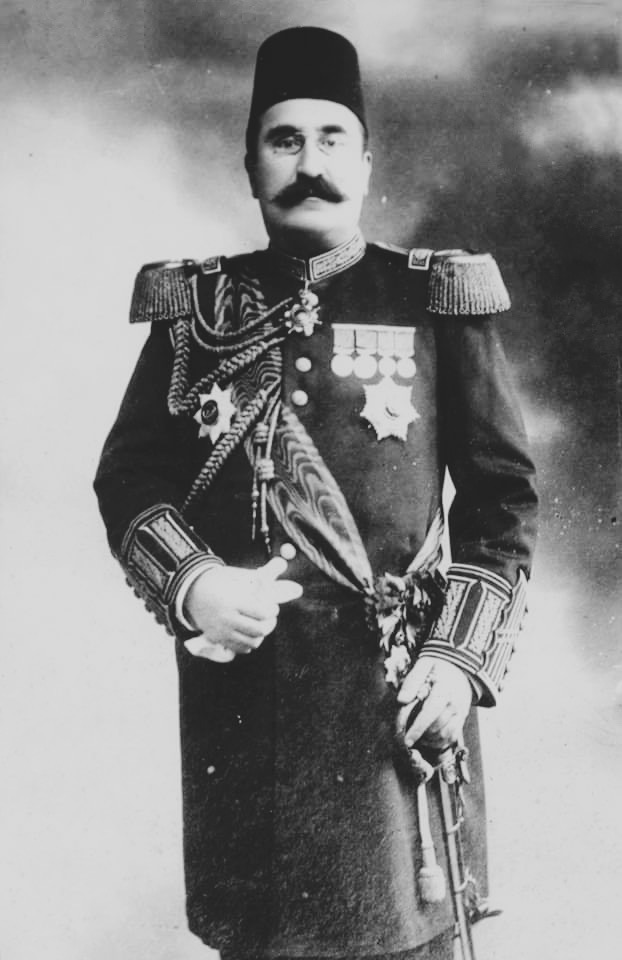
Пренк Биб Дода (1900-е годы)

Во время Балканских войн Албания стала независимой, и Мирдита была включена в состав новой страны. Пренк Биб Дода с надеждой претендовать на албанский престол оказал сильную поддержку правительству Исмаила Кемали во Влёре . После Первой мировой войны Дода был убит в 1919 году недалеко от болот Лежа, и поскольку он был бездетен, родственник Марка Гьони претендовал на должность капедана. Многие вожди Мирдиты отказались признать его, и он не пользовался популярностью среди племени из-за проявленной во время войны трусости. К 1921 году Марка Гьони получил деньги из Белграда и восстал против нового «мусульманского» албанского правительства, а 17 июля 1921 года он провозгласил Республику Мирдита в Призрене на югославской территории. Признанная Грецией и поддержанная Югославией попытка государственного переворота была подавлена албанскими войсками 20 ноября 1921 года. Марка Гьони бежал в Югославию, откуда через некоторое время ему разрешили вернуться в Албанию, и в Мирдите несколько лет до своей смерти он активно занимался местными делами
Его сын Гьон Маркагьони стал следующим капеданом и достиг взаимопонимания с Албанским государством, позже получив видные правительственные министерства для руководства. Во время Второй мировой войны он сотрудничал с итальянскими, а затем немецкими вооруженными силами, оккупировавшими Албанию. В начале 1944 года многие мирдиты вступили в 21-ю добровольческую горнопехотную дивизию СС «Скандербег» (1-ю албанскую). В конце 1944 года Гьон Маркагьони убежал в Италию. Его сын стал следующим капеданом и вместе со своими мирдитскими бойцами позже бежал в район Лума, продолжая антикоммунистическую борьбу. В начале 1946 года он был убит во сне своим зятем в надежде на отсрочку от коммунистических сил, которые, в свою очередь, были убиты братом Марка. Сын Марка, Гьон Маркагьони (1938—2003), провёл свои годы в коммунистическом лагере для интернированных, как и другие члены семьи Гьонмаркай. С крахом коммунизма в Албании (1992) положение князя Мирдиты или капедана стало воспоминанием о давнем прошлом.

## Этнография
Традиционно Мирдита состояла из трех байраков (кланов или племен): Кушнени, Ороши и Спачи, которые претендовали на происхождение от легендарного брата Шоши и Шалы. Будучи родственниками трех байраков, они не практиковали эндогамию с племенами Шоши и Шала, и вместо этого вступали в браки с байраками Дибри и Фани. Вместе эти байраки Дибри, Фани, Кушнени, Ороши и Спачи составляли большую племенную единицу Мирдита. У племени Мирдита был флаг с белой рукой на красном фоне, а пять пальцев изображали пять байраков. В 1818 году байраки Охри-и-Вогель (Малый Охри), состоявшие из Бушкаши, Ктеллы и Селиты, отделились от племени Мат, расположенного к югу от Мирдиты, а четыре байрака из Рранзы, Манатии, Булгери и Велы из Лежанского нагорья . Всего после 1818 года племенной район Мирдита состоял из двенадцати байраков.
Во время оккупации Албании Первой мировой войной австро-венгерские власти провели первую достоверную перепись населения (1918 год) этого района, и в Мирдите насчитывалось 2376 домашних хозяйств и 16 926 жителей.